# Andraca bipunctata
Andraca bipunctata är en fjärilsart som beskrevs av Walker 1865. Andraca bipunctata ingår i släktet Andraca och familjen silkesspinnare. Inga underarter finns listade i Catalogue of Life.

## Bildgalleri

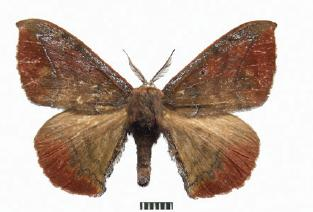